# Volvo B8444S

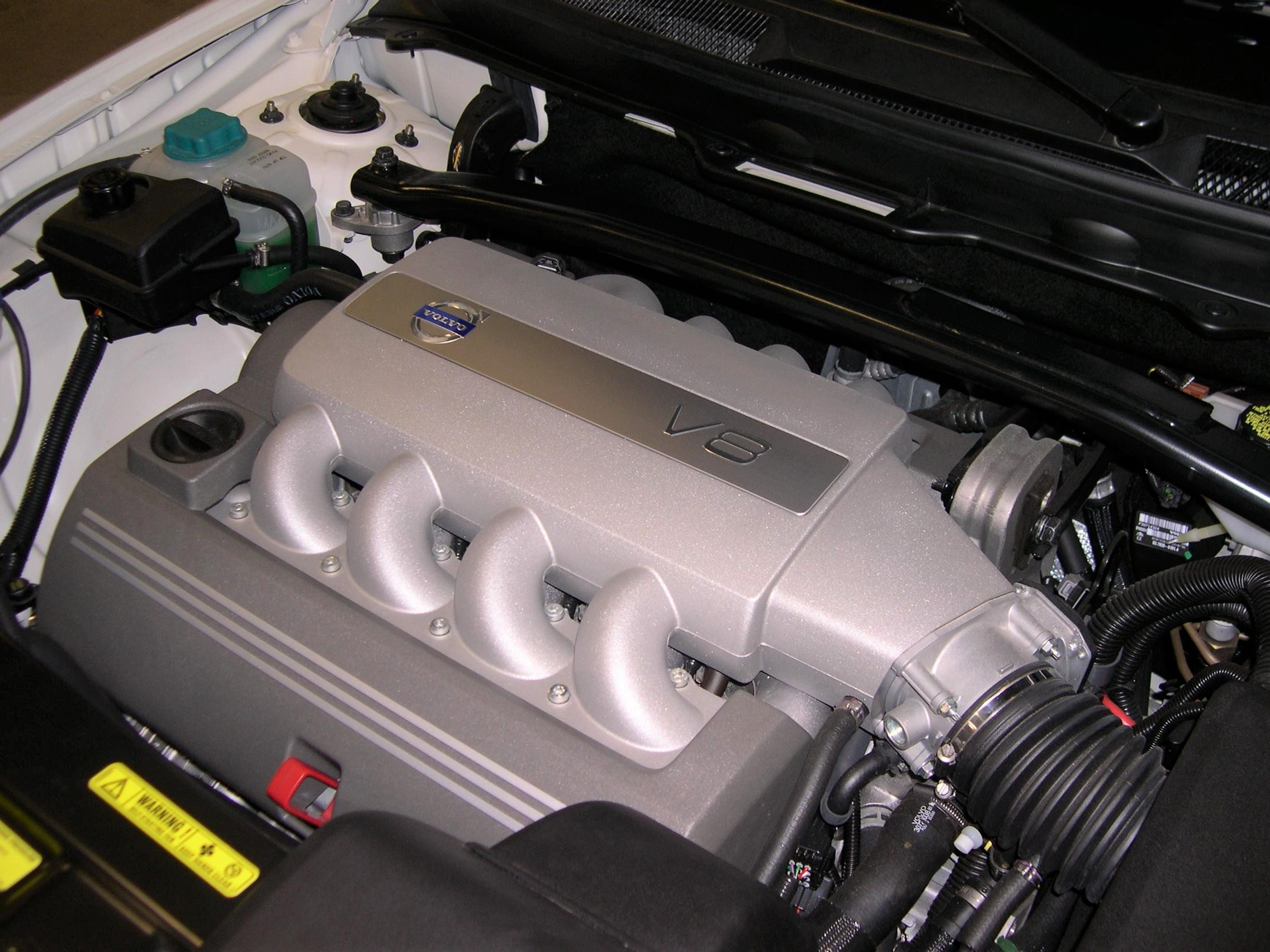
Il motore Volvo V8 da 4.4 L montato in una Volvo XC90 del 2006

Il B8444S è un motore automobilistico alimentato a benzina con architettura V8 sviluppato dalla Yamaha Motor Corporation per la Volvo. È costruito in Giappone su progetto e specifiche di Volvo.

## Impiego
Volvo iniziò ad offrire questo motore ad 8 cilindri a V di 4.4 Litri di cilindrata nel 2005 sulle automobili della piattaforma P2. 
Equipaggiò inizialmente il SUV Volvo XC90.
Fu in seguito installato sulla berlina Volvo S80 accoppiato ad una trasmissione automatica Aisin Seiki a 6 marce e ad un sistema di trazione sulle quattro ruote motrici (chiamato da Volvo AWD, acronimo di All Wheel Drive) della Svedese Haldex.
Il propulsore base B8444S trova inoltre impiego nella autovettura supersportiva Noble M600. Dove grazie alla aggiunta di due turbocompressori prodotti dalla Garrett l'unità arriva a sviluppare una potenza di 485 Kw pari a 650 Cv.

## Caratteristiche
Come un propulsore prodotto internamente da Volvo utilizza nella codifica del nome le stesse convenzioni utilizzate per gli altri motori volvo.
Il motore è chiamato B8444S dove la lettera B indica che il propulsore è alimentato a benzina. 8 indica il numero di cilindri, 4.4 indica la cilindrata mentre l'ultima cifra 4 indica che il propulsore ha una distribuzione a 4 valvole per cilindro. Il propulsore utilizza parti originali volvo.
Il B8444S è dotato di due alberi a camme in testa (DOHC) e sia il basamento del motore che le testate sono realizzate in alluminio. Ciò ha permesso di ridurre il peso di questa unità a 189 kilogrammi.
Il B8444S è accreditato di una potenza di 232 kW pari a 315 Cavalli.

## Specifiche tecniche
- Nome: B8444S
- Ciclo: Otto
- Posizionamento: Trasversale
- Cilindrata: 4414 cc
- Numero cilindri: 8
- Valvole: 32
- Alesaggio per corsa: 94 x 79,5 mm
- Rapporto di compressione: 10,4:1
- Potenza massima CV: 315 (232 kW) a 5850 giri / min
- Coppia massima: 440 Nm a 3900 a giri / min
- Alimentazione: Denso
- Materiale blocco cilindri: Alluminio
- Materiale blocco testata: Alluminio